# Wstrząśnienie mózgu
Wstrząśnienie mózgu (łac. commotio cerebri) – zaburzenie czynności pnia mózgu, będące wynikiem urazu lub zniesienia czynności komórek zwojowych mózgu bez znaczących zmian anatomicznych. Uznawane jest za łagodną postać urazowego uszkodzenia mózgu.
Utrata przytomności we wstrząśnieniu mózgu jest spowodowana zaburzeniem funkcji tworu siatkowatego na skutek ruchu obrotowego, który działa na górną część pnia mózgu.
W języku potocznym wstrząśnienie mózgu bywa nazywane wstrząsem mózgu, natomiast w medycynie termin „wstrząs” odnosi się do zupełnie innego stanu patofizjologicznego.

## Definicja
Wstrząśnienie mózgu jest łagodnym i częstym następstwem urazu mózgu, objawiającym się pourazową utratą przytomności trwającą zwykle krócej niż 1 h. Utrata przytomności nie może utrzymywać się dłużej niż 6 h.

## Rozpoznanie
Rozpoznanie ustala się na podstawie stwierdzenia utraty przytomności. Ponadto pomocne w rozpoznaniu są następujące objawy prawie zawsze towarzyszące wstrząśnieniu mózgu:
- utrata przytomności
- niepamięć wsteczna
- nudności, wymioty, bradykardia

## Objawy
- utrata przytomności
- niepamięć wsteczna
- nudności, wymioty
- bradykardia
- ból głowy
- zaburzenia równowagi

## Postępowanie
W przypadku wyżej wymienionych objawów należy pilnie wezwać Zespół Ratownictwa Medycznego (tel 999) lub zgłosić się do najbliższego szpitala w celu wykonania badania obrazowego (TK głowy). Lekarz na podstawie badania podmiotowego oraz przedmiotowego dokona analizy stanu pacjenta i podejmie decyzję o właściwym postępowaniu terapeutycznym z poszkodowanym. W pierwszej kolejności przy pomocy badań obrazowych, należy wykluczyć ogniska hipodensyjne w strukturach mózgu, mogące świadczyć o krwawieniu do przestrzeni międzymózgowej.